# Andy Ducat
Pour les articles homonymes, voir Ducat (homonymie).
Andy Ducat, né le 16 février 1886 à Brixton en Londres (Angleterre) et mort le 23 juillet 1942 à St John's Wood en Londres (Angleterre), est un footballeur anglais, qui évolue au poste d'attaquant ou Milieu de terrain à Aston Villa et en équipe d'Angleterre. Il est aussi joueur de cricket.
Ducat marque un but lors de ses six sélections avec l'équipe d'Angleterre entre 1910 et 1920.
Il meurt d'une crise cardiaque durant un match de cricket à Lord's Cricket Ground en 1942.

## Carrière de joueur
- 1903-1905 : Southend United
- 1905-1912 : Woolwich Arsenal
- 1912-1921 : Aston Villa
- 1921-1924 : Fulham [1]

## Palmarès

### En équipe nationale
- 6 sélection et 1 but avec l'équipe d'Angleterre entre 1910 et 1920.

### Avec Aston Villa
- Vainqueur de la Coupe d'Angleterre de football en 1913 et 1920.

## Carrière d'entraîneur
- 1924-1926 : Fulham